# Theodosia (Missouri)
Theodosia est un village du comté d'Ozark, dans le Missouri, aux États-Unis,. Situé au sud-ouest du comté, il est incorporé en 1976.

## Démographie
Lors du recensement de 2010, le village comptait une population de 243 habitants. Elle est estimée, en 2016, à 257 habitants.

### Source de la traduction
- (en) Cet article est partiellement ou en totalité issu de l’article de Wikipédia en anglais intitulé « Theodosia, Missouri » (voir la liste des auteurs).